# Птахшепсес V Імпі
Птахшепсес V Імпі (XXIII ст. до н. е.) — давньоєгипетський діяч, верховний жрець Птаха у Мемфісі часів VI династії. Відомий також як Імпі I.

## Життєпис
Походив з впливового жрецького роду. Син Птахшепсеса IV, верховного жерця Птаха. Про його кар'єру відомо окремі етапи: був ваб-жерцем Птаха (початкова жрецька посад) за фараона Пепі I. Потім обіймав посаду жерця-читача.
В правління фараона Пепі II змінив на посадах верховного жерця Птаха та начальника усіх робіт (на кшталт головного архітектора Єгипту) Сабу III Тжеті. При цьому другим жерцеом Птаха став його брат Сабу. Основний етап діяльності Птахшепсеса V Імпі на час цього фараона. Помер він у другий період його правління. На посаді його змінив названий син Імефор Імпі Нікауптах.
Відомості про життя та діяльність Птахшепсеса V обмежена, оскільки з гробниці (мастаби) цього верховного жерця поруч зі сфінксом на плато Гіза було вирізано основні блоки з написами, що могли надати необхідну інформацію (останній такий випадок стався 2011 року). Блоки з написами з мастаби натепер зберігаються у приватних колекціях. Окремі зберігають в музеї Торонто (Канада) та Ермітажі (Російська Федерація). У 2003 році такий блок з колекції Шелдона і Барбари Брейтбарт на аукціоні «Сотбіс» було продано за 265 тис. дол. США.